# Vasily Filippovich Margelov
Vasily Filippovich Margelov (tiếng Nga: Василий Филиппович Маргелов; 27 tháng 12 [lịch cũ 14 tháng 12] năm 1908 - 4 tháng 3 năm 1990) là một Đại tướng Hồng quân Liên Xô, lãnh đạo Lực lượng Nhảy Dù Liên Xô (VDV) từ 1954 đến 1959 và từ 1961 đến 1979. Ông là người có công hiện đại hóa lực lượng VDV và là một Anh hùng Liên Xô.
Tác giả Carey Schofield đã viết rằng Margelov"... được coi là cha đẻ thực sự của VDV... [lãnh đạo]... họ trong suốt thời kỳ phát triển quan trọng nhất của họ."

### Trích dẫn
1. ↑  Kruglov, V.A. "МАРГЕЛОВ Василий Филиппович — Десантура.ру – о десанте без границ". desantura.ru (bằng tiếng Nga). Truy cập ngày 8 tháng 10 năm 2015.
2. ↑  Lebed, Aleksandr (ngày 1 tháng 9 năm 1997). General Alexander Lebed: My Life and My Country. Regnery Publishing. ISBN 9780895264220.
3. ↑  Десантник но. 1 Генерал армии Маргелов [Paratrooper No. 1 Army General Margelov] (bằng tiếng Nga). ОLMA Media Group. ngày 1 tháng 1 năm 2003. ISBN 9785948490878.
4. ↑  Schofield, Carey (1993). The Russian Elite: Inside Spetsnaz and the Airborne Forces. Greenhill Books. tr. 33.